# All Dead, All Dead
«All Dead, All Dead» es una canción de Queen escrita por Brian May, quien es el guitarrista principal.
La letra de la canción se refiere la experiencia de Brian con la muerte de su mascota de la infancia, un gato.
Fue editada en el álbum News of the World de 1977 y solamente fue interpretada en vivo en dos ocasiones en 1977.

## Otras versiones
En 1996, el cantante argentino Fito Páez compuso e interpretó una versión en español, llamada Se fue, se fue, que fue incluida en el álbum Tributo a Queen: los grandes del rock en español.
En 2017, año en el que se cumplen 40 años desde la publicación del álbum News of the World, BBC Four reveló una versión de la canción cantada por Freddie Mercury.  Poco después, se publicó en el canal oficial de YouTube, un vídeo animado con una versión híbrida de la canción.  Siendo cantada por Mercury y May.  Esto es parte de un box-set del álbum que incluye fotografías y canciones inéditas, junto a un documental, entre otros.